# Jauge universelle
La Jauge universelle (Universal rule) est une jauge de course élaborée aux États-Unis par Nathanael Herreshoff pour remplacer la jauge du Seawanhaka. Elle a été adoptée en 1903 par le New York Yacht Club et appliquée aux règlements de la Coupe de l'America en 1920. Elle donne naissance à des classes de voiliers dont la plus renommée est la Classe J, sur laquelle se disputent les Coupes de l'America de 1930 à 1937. Les classe J ont été eux-mêmes remplacés par des 12 Metre de la Jauge internationale, jauge déjà adoptée pour les épreuves de voile aux Jeux olympiques depuis 1908.

## Historique

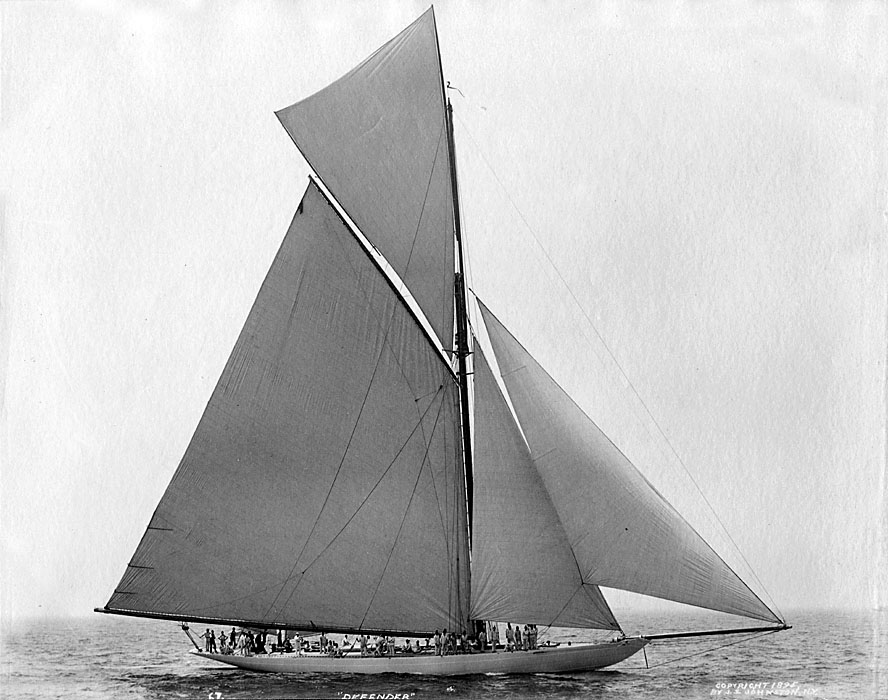
Defender, en 1895, avant la Jauge universelle

Une jauge dite Seawanhaka rule est adoptée en 1883 par le New York Yacht Club à l'initiative du Seawanhaka Corinthian Yacht Club (Long Island). 
La formule de la Seawanhaka rule est : {\displaystyle R={\frac {LWL+{\sqrt {S}}}{2}}}, la version de cette jauge adoptée dans un premier temps par le New York Yacht Club étant {\displaystyle R={\frac {2\cdot LWL+{\sqrt {S}}}{3}}},  avec pour variables : LWL=longueur de flottaison, S=surface des voiles, R=rating en unités de longueur.
La jauge du Seawanhaka favorise les voiliers de faible longueur à la flottaison par rapport à leur longueur hors-tout, et donc munis de longs élancements puisque la jauge ne les prend pas en compte. Nathanael Herreshoff, est connu pour avoir exploité cette possibilité. Reliance, construit pour le défi et vainqueur de la Coupe de l'America de 1903 sur les plans de cet architecte, représente typiquement l'un des derniers grands voiliers de course construits à cette jauge. Nathanael Herreshoff, conscient des excès générés par la jauge du Seawanhaka, propose de passer à une nouvelle jauge, la jauge universelle, qui favorise le dessin de bateaux plus sains. 
Cette nouvelle jauge est adoptée 1903 par le New York Yacht Club. Dans les années 1904 et 1905 cette jauge est mise en place dans les clubs de la côte Est des États-Unis et dans la région des Grands lacs. La Jauge universelle est utilisée pour le défi de la Coupe de l'America de 1920 avec un classement en temps compensé, puis les bateaux de la classe J de cette jauge se disputent en temps réel la Coupe de l'America de 1930 à 1937. Le passage à la Classe J de la jauge universelle marque la fin des grands voiliers de course de type cotre à gréement aurique.
Les Classe J de la jauge universelle sont eux-mêmes remplacés par les 12 mètres de la Jauge internationale de 1958 à 1987 pour la Coupe de l'America.

## Formule de la Jauge universelle

Schéma 1 : mesures de la coque suivant la Jauge universelle. QBL est la longueur au quart du maître bau (Quarter Beam Length).

Schéma 2 : mesures de la surface de voilure sur un cotre bermudien en 1930

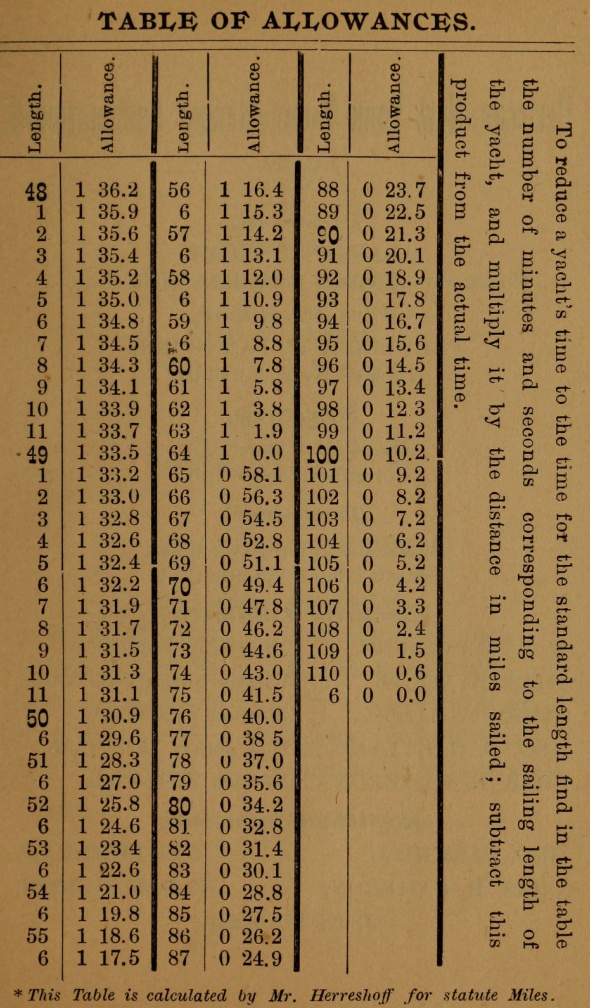
Table des temps rendus (page 4) de Nathanael Herreshoff publiée en 1892 par la New York Yacht Racing Association

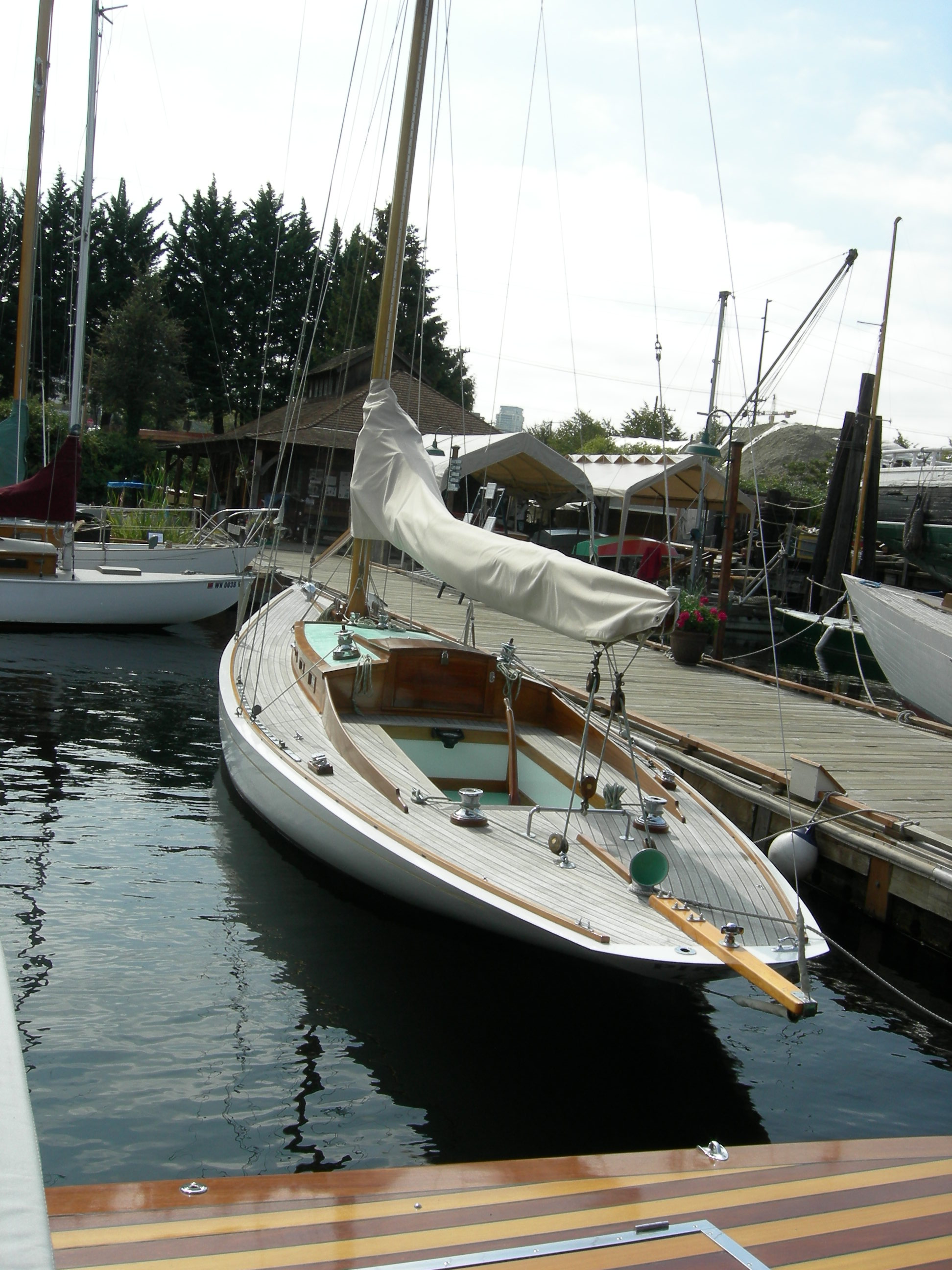
Pirate, voilier de la classe R

La formule, ou équation, donnant le rating en unités de longueur est à l'origine : 
{\displaystyle R={\frac {0,18\cdot L\cdot {\sqrt {S}}}{\sqrt[{3}]{D}}}}
avec pour variables : 
- {\displaystyle L} = longueur suivant la jauge, calculée à partir de la longueur de flottaison {\displaystyle LWL} et de {\displaystyle QBL}, la longueur au quart du maître bau,
- {\displaystyle S} = surface des voiles suivant la jauge,
- {\displaystyle D} = Displacement, qui n'est pas un déplacement, mais un volume calculé en pied cube[3],  {\displaystyle D=(0,2\cdot LWL+0,5)^{3}}.
- {\displaystyle R} = rating, en unités de longueur,

La longueur {\displaystyle L} est éventuellement corrigée suivant la formule :
{\displaystyle {\text{L}}=LWL+0,5\cdot (QBL-{\frac {100-{\sqrt {LWL}}}{100}}\cdot LWL)}
avec :
- {\displaystyle LWL} = Load Water line Length, longueur de flottaison
- {\displaystyle QBL} = quarter-beam length, longueur au quart du maître-bau, le maître bau (B) étant mesuré à hauteur de la ligne de flottaison, la longueur au quart QBL étant elle-même mesurée à une hauteur de B/10 au-dessus de la flottaison. Dans la pratique, aucun architecte ne voulant pénaliser le rating, L = LWL (voir le schéma 1).

Les goélettes et les yawls ont un rating allégé à respectivement 90 et 93 % du rating calculé.
Le coefficient de 0,18 est adopté pour que les voiliers soient en accord avec la table des temps rendus (time allowance table) en usage à l'époque. Ce coefficient a pris pour valeur 0,182 (1/5,5) et 0,2 (1/5).
Des restrictions sont prévues par la jauge sur certaines caractéristiques.
- Le tirant d'eau (H sur le schéma) est limité à {\displaystyle H<0,16\cdot LWL+1,75}.
- Le franc-bord minimum est de {\displaystyle 0,06\cdot LWL+0,6} au milieu de la flottaison (LWL).
- La ligne de flottaison peut varier dans la limite de 2,5 ‰ de LWL.
- Le frégatage ne doit pas dépasser 2 % du maître bau.

Les autres principales restrictions concernent la voilure. 
Les voiles sont mesurées, pour un cotre bermudien, suivant le schéma 2 de voilure ci-contre.
- La hauteur du mât au-dessus du pont est limitée : {\displaystyle P_{4}\leq {1,7\cdot {\sqrt[{3}]{S}}+5}}.
- La surface de grand-voile est limitée à 82 % de la surface totale {\displaystyle S=S_{grand-voile}+S_{triangle-avant}}.

Ces conditions limites étant respectées, la voilure est jaugée en tenant compte d'un précintrage du mât, {\displaystyle A} , qui sera ensuite interdit par la jauge. {\displaystyle P_{3}} représente la hauteur du mât au-dessus de la bôme mise à l'horizontale, {\displaystyle P} la longueur du mât de la bôme à sa tête (la corde d'un mât cintré), {\displaystyle B} la longueur de la bôme. Ce qui donne la mesure de la grand-voile :
{\displaystyle S_{grand-voile}={\frac {2}{3}}\cdot P\cdot A+{\frac {1}{2}}\cdot P_{3}\cdot B}.
Pour la mesure du triangle avant, deux relevés : {\displaystyle P_{2}}, la hauteur de l'étai de foc au-dessus du pont et {\displaystyle J}, la distance entre le point d'ancrage de l'étai sur le pont et le mât. La surface du triangle avant est ainsi calculée :
{\displaystyle S_{triangle-avant}=0,425\cdot P_{2}\cdot J}.

## Calcul des temps compensés
La Jauge universelle est destinée à faire courir à armes égales des voiliers de différentes tailles. Une table de temps compensés de Nathanael Herreshoff, nommée « Time Allowance Table for One Nautical Mile in Seconds and Decimals » de 1867, publiée dans le premier bulletin du Boston Yacht Club sert à établir les temps compensés à partir des temps réels de course. 
Cette table de temps compensés, ou table d'allégeance de temps, est utilisée sauf dans le cas où une compétition a lieu entre voiliers de même rating pour la jauge. C'est ainsi qu'en 1920 la Coupe de l'America se dispute avec compensation des temps pour des voiliers jaugés suivant la Jauge universelle, alors que les coupes de 1930 à 1937 sont disputées sans compensation de temps, les Classe J de la Jauge universelle ayant le même rating de 76 pieds.

## Classes de la Jauge universelle
En fonction de leur rating, les voiliers sont répertoriés en classes, qui sont pour les sloops (1 mât) :
- Classe I : Rating ≤ 88 pieds de rating
- Classe J : Rating ≤ 76 pieds
- Classe K : Rating ≤ 65 pieds
- Classe L : Rating ≤ 55 pieds
- Classe M : Rating ≤ 46 pieds
- Classe N : Rating ≤ 38 pieds
- Classe P : Rating ≤ 31 pieds
- Classe Q : Rating ≤ 25 pieds
- Classe R : Rating ≤ 20 pieds comme Pirate[8]
- Classe S : Rating ≤ 17 pieds

1 pied  =  0,304 8 m